# 代打
代打（だいだ、英: pinch hitter）とは、野球において打順が回ってきた打者に代わって打席に入り、打撃を行う選手のこと。英略字はPH。

## 起源・概要
19世紀に野球が始まった当初は、試合中の怪我や病気などの理由で先発した選手が試合に出られなくなった場合を除いて、選手の交代は認められていなかった。これが「ピンチヒッター」と呼ばれる所以とされている。その後1試合に1人ないし2人といった人数制限、あるいはイニングの間のみといった制限のあるルールが運用された期間を経て、1891年に試合中の選手交代を制限なく行うことができる規則が設けられた。このことで選手交代は野球において監督の作戦のひとつとして戦略的に行えるようになった。
攻撃側は、ボールデッドのときならいつでも、打者をまだ試合に出場していない控えの選手と交代することができる。このときの交代選手を代打という。なお、指名打者に限り、先発投手が交代するか当該指名打者が1回打席を完了するまで代打を出すことができない。また、投手は打者を1人以上アウトにするか一塁に到達を許すか（最低1打席の対戦を完遂するか）、イニングを終了するまでは交代できないため、1回表に投手が打席に立った時も代打を出すことはできない。
代打は、交替した選手の打順、ボールカウント、守備位置をそのまま引き継いで試合に出場することになるが、守備に就く際に守備位置を変更したり他の選手に交代することもある。また代打と交代した選手は試合から退き、以後その試合で出場することはできない。ただし、投手が交代した場合、救援投手にはそのときの打者・代打者がアウトになるか一塁に達するかして打撃が完了するか、攻守交替になるまでは投球する義務があるのに対し、代打には打撃を完了する義務はない。したがって、例えばある打者に対して代打が出され、これを見た守備側が投手を交代した場合、この投手交代を見た攻撃側がまだ一球も投じられていない代打に対して代打を出すことはできる。しかし、代打の代打を出されたことに対して守備側が直ちに交代投手に対して更なる投手の交代を行うことは認められない。

## 記録上の扱い
打席の途中で打者が交代した（代打が出された）場合、打席が完了した時点における打者にその記録が付く。ただし、例外として、2ストライクを取られた後に代打として出場した打者がストライクを取られ三振した場合は、2つ目のストライクを取られた打者に三振が付く。

## 代打が出される局面
起用すべき代打のタイプは試合状況によって異なる。アウトの数、得点数、イニング数、投手が左か右かが重要な決定要素となる。代打を起用する前に今の打者が退いた後の守備の穴を誰が埋めるかを考える必要がある。多くの場合、右投手に対しては左打者を、左投手に対しては右打者を起用する。チーム随一の代打者は試合後半に備えて温存しておくことが多い。

### 試合終盤の好機
試合が接戦のまま終盤に突入し、走者が出て同点、逆転、あるいは決定的な追加点を奪う機会を得た場面。このような場面での打撃結果はチームの勝敗に直結するため、得点圏打率が高く、チーム内で信頼されている打者が起用される。守備に難があったり、高齢によりレギュラーを退いたが打率は高い（“結果を出す”・“仕事をする”と評される）選手がこのような場面での「代打の切り札」としてベンチ入りすることになる。本人は安打を放ち出塁した後、代走の選手と入れ替わることが多い。
どうしても1点が欲しい場面で走者を確実に進塁させるために、チーム内で最もバントの上手な選手が、犠牲バントを目的として代打として出場する場合もある(いわゆる｢ピンチバンター｣)。これは最初からバントで走者を進塁させるのが目的のため、奇襲的な性質の強いスクイズプレイを仕掛ける場面では起用されにくい。スクイズが考えられる場面でバントの上手な選手が代打に出れば、十中八九スクイズが行われるということが守備側に察知されてしまうためである。

### 利き腕と打席の相性
球の出所が見やすいことから、左投げの投手に対しては右打者、右投げの投手に対しては左打者が有利とされている。これを利用して、打席の左右が異なる選手を出し、利き腕についての優位を得るための代打が起用されることがある。絶対的な切り札がいないチームでは、終盤の好機でもこれを考慮した代打が出される。また、投手との相性を考え起用されることもある。右投手の場面で左打者を代打に送ったところ、相手が投手を左に代えてくることもあり、その時にさらに右打者を起用する「代打の代打」も時折見られる戦術である。

### 投手の打席
指名打者制のない試合の場合、一般に野手に比べて打撃力が劣る投手の打席では安打は期待しにくい。そのため、試合中盤以降に走者を置いた場面、かつその投手の降板が予定されている局面で投手に打席が回った場合、代打が出されることが多い。この代打起用は投手の投球数も考慮して判断され、打席が投手交代の時機に重要な影響を及ぼしている。

### 記録継続の為
連続出場記録を継続させるための手段に用いられる事がある。なお連続出場記録を継続させるためには、1打席を完了するか、1イニングの最初から最後まで守備に就く必要がある。
元阪神タイガースの金本知憲は2010年4月18日の横浜ベイスターズ戦でスタメンから外れたことで連続フルイニング出場が1492試合で途切れたが、その後も先発出場しない試合では代打で出場することで連続試合出場は継続してきた。しかし2011年4月15日の中日ドラゴンズ戦で、8回表2アウト1塁から代打で出場したものの、1塁走者の俊介が盗塁に失敗して打席が完了せずに攻撃終了、その裏の守備には就かなかったため連続試合出場も1766試合で途切れた。

### 負傷交代
自打球などによる負傷で、打者が打席の途中で出場不可能となったために代打が送られることもある。
2010年4月9日の埼玉西武ライオンズ対千葉ロッテマリーンズ戦では、一回裏一死一、三塁の場面で、ロッテの指名打者・福浦和也がこの試合の第一打席に立ったが、右膝内側に自打球を当て負傷。本来、先発出場した指名打者は少なくとも一度は打席を完了する義務を負うが、このケースでは打席完了前の福浦を交替させることが特例で認められ、代打として打席に立った神戸拓光は西武の先発投手涌井秀章から本塁打を放った。

## その他、代打に関する記録・エピソードを持つ選手

### メジャーリーグ
- ミッキー・ウェルチ：メジャーリーグ史上最初のピンチヒッターとされる。
- ジェレミー・ハーミッダ：メジャー初打席で代打満塁本塁打を放った。

### プロ野球
- 麻生実男：元祖代打専門選手と呼ばれた[10]。
- 高井保弘：愛称は「世界の代打男」。通算代打本塁打27本の世界記録を残した。「自分にとって代打とは何か」という質問に対して「一振りで家族を養う仕事」と答えた。
- 金田正一：投手であるが代打本塁打を2本記録している。
- 川相昌弘：代表的なピンチバンター。
- 川藤幸三：プロ通算18年で通算安打211本の代打専門選手として知られ、守備に就く機会がないためグローブを持っていなかったなどの逸話がある。
- 八木裕：代打の切り札としての活躍から「代打の神様」と称された（もとは真弓明信がそう呼ばれていたが、八木が引き継いだ。この称号は後に桧山進次郎などに受け継がれている）。
- 古田敦也：選手兼任監督時代の采配から「代打オレ」という流行語を生んだ[11]。
- 北川博敏：2001年9月26日、マジック1で迎えたオリックス·ブルーウェーブ戦で9回裏3点ビハインドの場面で日米合わせて初となる「代打逆転サヨナラ満塁優勝決定ホームラン」を放った。

### 高校野球
- 宮内洋（宇部商業）：1年生で出場した第70回全国高等学校野球選手権大会の3回戦東海大甲府戦の9回表、史上唯一の代打逆転本塁打を記録。
- 今吉晃一（鹿児島工）：腰の負傷の影響で代打専門に。3年生で出場した第88回全国高等学校野球選手権大会で、地方大会から通算で（すべて代打で）10打数7安打と活躍、同校の甲子園初出場・ベスト4進出に貢献した。打席に立つ際の「しゃー」というおたけびも話題になった[12]。

## 転語
転じて、野球の試合に限らずある人に代わってその代理を務める（例：テレビやラジオ番組の出演）人を指して「代打」「ピンチヒッター」と呼ぶことがある。